# Ausländische Freiwillige der Waffen-SS
Ausländische Freiwilligenverbände der Waffen-SS waren militärische Einheiten im Zweiten Weltkrieg, die aus Angehörigen fremder Staaten gebildet wurden und in der Waffen-SS dienten. Ihre Soldaten stammten aus neutralen und verbündeten Ländern oder solchen, die vom Deutschen Reich besetzt worden waren.
Anfangs handelte es sich bei den Soldaten der Waffen-SS um deutsche Freiwillige, später wurden Volksdeutsche zum Dienst in Einheiten der Waffen-SS verpflichtet, teils unter Druck. Um die Niederlage aufzuhalten, wurden schließlich aus Soldaten der eroberten Gebiete im Osten immer neue fremdländische Kampfverbände gebildet.
Insoweit die Soldaten die Staatsangehörigkeit von Kriegsgegnern Deutschlands besaßen, wird dieser Dienst in der Waffen-SS als „militärische Kollaboration“ bezeichnet. Es gab verschiedene Wege der militärischen Kollaboration. In den Ostlegionen der Wehrmacht, in der Wlassow-Armee und in anderen Einheiten dienten zusammen etwa eine Million Sowjetbürger. Von anfänglich 28.500 Mann (1939) wuchs die Waffen-SS auf 910.200 Mann (1945) an. Etwa 200.000 waren Ausländer, 310.000 waren „Volksdeutsche“ aus Südosteuropa. Etwa jeder vierte bis fünfte Angehörige der Waffen-SS war Ungarn- oder Rumäniendeutscher.
Die SS-Divisionen aus ausländischen „Freiwilligen“ hatten im Vergleich zu deutschen SS-Divisionen wegen ihrer geringeren Personalstärke eine vergleichsweise geringere militärische Bedeutung. In den ersten Kriegsjahren wurden gemäß der nationalsozialistischen Rassenideologie aus Niederländern und Dänen vorzugsweise „germanische“ Einheiten aufgestellt, die in der Rassenhierarchie ganz oben standen. In der Schlussphase des Krieges wurden Truppen der Waffen-SS sogar aus der bosnischen muslimischen Bevölkerung gebildet. Einige Divisionen der Waffen-SS wurden in den besetzten Staaten eingesetzt, in denen der Widerstand nach der militärischen Niederlage von der Bevölkerung als bewaffneter Kampf fortgesetzt wurde, so in Jugoslawien, Griechenland und Frankreich. Zur Partisanenbekämpfung in diesen Gebieten wurden vorwiegend ausländische Divisionen der Waffen-SS eingesetzt, ebenso in der Sowjetunion und Italien.

## Hintergrund

### „Germanen“ und Volksdeutsche
Für den Kampf im Osten konnte die deutsche Führung die Armeen verbündeter Staaten mobilisieren. Sie bemühte sich aber auch, ausländische und volksdeutsche Freiwillige in die deutschen Streitkräfte einzugliedern. Reichsführer SS Heinrich Himmler verfolgte dieses Ziel von Anfang an konsequenter als die Wehrmacht. Anfangs durfte die Waffen-SS – damals noch unter dem Namen SS-Verfügungstruppe – nur in geringem Umfang um Soldaten im Deutschen Reich werben. Sie wurden daher zunächst aus Angehörigen der Allgemeinen SS, der SS-Totenkopfstandarten und der Ordnungs- sowie Schutzpolizei, die Himmler unterstanden, rekrutiert. Der Chef des SS-Hauptamts und Himmler-Intimus, SS-Obergruppenführer Gottlob Berger, umging diese Schwierigkeit, indem er Volksdeutsche im Ausland für die Waffen-SS anwarb. Adolf Hitler gewährte der SS außerdem die alleinige Zuständigkeit für die Anwerbung „germanischer“ Freiwilliger, womit solche mit nord- und nordwesteuropäischer Herkunft gemeint waren. Nachdem Dänemark und Norwegen besetzt worden waren, wurde aus dänischen und norwegischen Freiwilligen die Standarte „Nordland“ gebildet, einen Monat später die Standarte „Westland“. Beide wurden noch 1940 mit dem deutschen Regiment „Germania“ sowie Finnen, Schweden und ein paar Schweizern zur SS-Division „Wiking“ unter Felix Steiner vereinigt.
„Nicht-germanische“ Ausländer, wie Wallonen, Franzosen, Spanier, Kroaten, wurden zunächst in die Wehrmacht eingereiht, nicht in die Waffen-SS. Nach dem „Blitzkrieg“ im Westen (Westfeldzug) wurde mit der Propagandaformel vom „europäischen Kreuzzug gegen den asiatischen Bolschewismus“ für den Eintritt in die Waffen-SS geworben. Langfristig schwebte der Reichsführung SS die Schaffung einer „pangermanischen Volksarmee“ vor, die auch in Friedenszeiten ein stehendes Heer an der „Wehrgrenze zu Asien“ bilden sollte. Bis zur Jahresmitte 1943 konnten allerdings insgesamt nur rund 27.000 „Germanen“ gewonnen werden; jeder fünfte Freiwillige hatte den Dienst bereits wieder quittiert.
Die Anwerbung von deutschstämmigen Ausländern in Südosteuropa, sogenannten Volksdeutschen, war im Vergleich erfolgreicher als die Anwerbung nordeuropäischer Freiwilliger. Ende 1941 taten nur 6.000 Volksdeutsche Dienst in der Waffen-SS, zwei Jahre später waren es über 120.000, die meisten von ihnen aus dem Königreich Rumänien, dem Königreich Ungarn, Serbien und dem Unabhängigen Staat Kroatien.

### „Nicht-Germanen“
Nach Beginn des Krieges gegen die Sowjetunion setzte eine zweite Werbewelle ein und führte zur Bildung von „Legionen“, Verbänden, die etwa Regimentsstärke hatten. Je eine wallonische, flämische, französische, niederländische und kroatische Legion aus ausländischen Freiwilligen wurde aufgestellt. Etwa 43.000 ausländische Freiwillige, einschließlich Elsässern, kämpften Ende 1941 in Wehrmacht und Waffen-SS. Darunter waren etwa 12.000 „nichtdeutsche Germanen“, meistens Niederländer und Skandinavier, die für die Waffen-SS rekrutiert worden waren. Etwa zwei Drittel der Freiwilligen waren Ende 1941 Nicht-Germanen. 1943/1944 wurden die Legionen, die unter Wehrmachtkommando standen, trotz einiger Widerstände der Regierungen ihrer Heimatländer, die der SS überwiegend sehr kritisch gegenüberstanden, größtenteils in die Waffen-SS überführt. Die Eingliederung begann 1943 mit der Umwandlung der Legionen in „Grenadierregimenter“ und ihrer Überführung in das III. (germanische) SS-Panzerkorps.
Die „angeworbenen“ „Freiwilligen“ aus Ost- und Südosteuropa mussten in den späteren Kriegsjahren die „Lücken“ ausfüllen, die durch die Verluste in der Waffen-SS entstanden waren. Bei den „Neuanwerbungen“ kam es nicht mehr auf „germanisches“ oder „arisches“ Aussehen oder Abstammung an, es genügte allein die Kampffähigkeit. Die „Anwerbungen“ wurden als „Kampf gegen den Bolschewismus“ oder auch als „Kreuzzug gegen den asiatischen Bolschewismus“ dargestellt. Die Teilnahme von „Freiwilligen“ aus verschiedensten Völkern sollte den Eindruck eines multinationalen Kampfes erwecken.
Innerhalb der Waffen-SS gab es ab Jahresende 1943 eine Neubenennung und Umgruppierung, die zu einer Klassifizierung der Truppen in drei Kategorien führte:
I. „Ordensfähige“, „SS-taugliche“ Deutsche, Musterungsbefund kriegsverwendungsfähig-SS (Kv.-SS)

II. „Nicht-ordensfähige“, „nicht SS-taugliche“ Deutsche und Germanen, Musterungsbefund Kv.-Heer

III. Nichtdeutsche, Nichtgermanen, gleichgültig welcher Musterungsbefund
Zur Kategorie I gehörten die reinen SS-Divisionen, also die SS-Divisionen „Leibstandarte“, „Das Reich“ und „Totenkopf“, außerdem als einzige Division mit einem nennenswerten Anteil „germanischer“ Freiwilliger die Division „Wiking“. Zur Kategorie II gehörten neben den vorwiegend volksdeutschen Verbänden die Nachfolgeverbände der „germanischen“ Legionen, also die Division „Nordland“, die Division „Nederland“, die Division „Langemarck“ und die Division „Wallonie“.
Die Angehörigen „nicht-ordensfähiger“ Einheiten der Waffen-SS durften nicht die „Sigrunen“ der SS tragen, sondern hatten eigene Embleme.

### Rekrutierung und Motivation
Insgesamt waren bei der Waffen-SS 24 Nationalitäten vertreten. Ungarische, kroatische, russische, italienische, lettische, estnische, ukrainische, weißruthenische, albanische, niederländische, belgische, französische und Kosaken-Einheiten wurden als SS-Freiwilligen- und Waffen-Grenadier-Divisionen der Waffen-SS aufgestellt. Entsprechend vielfältig war auch die Motivation der Rekruten.
Die Regierungen der betroffenen Länder gaben ihren Bürgern entsprechende Erlaubnisse in der Hoffnung, die Leistungen dieser „Freiwilligen“ könnten sich später günstig auf Autonomieverhandlungen mit der Hegemonialmacht Deutschland auswirken. Doch Hitler machte keinerlei Zugeständnisse an die Heimatländer der SS-„Freiwilligen“.
In Osteuropa sahen sich große Bevölkerungsteile vom Stalinismus bedroht. Die Zwangskollektivierung in der Sowjetunion, die erzwungene Industrialisierung der Sowjetunion und die „Entkulakisierung“ hatten nur gewaltsam und mittels Säuberungsmaßnahmen der sowjetischen Geheimpolizei durchgesetzt werden können. In ihrem Gefolge waren schwere Hungersnöte wie in der Ukraine entstanden. Die drei baltischen Länder waren im August 1940 zwangsweise in die Sowjetunion eingegliedert worden, viele Bewohner waren dort Deportationen ausgesetzt. Freiwillige wollten nun Rache und hofften, durch ihre Kriegsteilnahme die Sowjetunion zu besiegen und nachher ihre Länder selbst zu regieren. Nicht alle Regierungen waren mit dem Werben deutscher Stellen um Freiwillige für die Waffen-SS einverstanden, so die von Rumänien und Ungarn, weil sie Ersatzbedarf für ihre eigenen Armeen hatten, die an der Ostfront große Verluste erlitten. Auf die Dauer konnten sie sich aber gegen den deutschen Druck nicht wehren und mussten der Werbung zustimmen.
Weniger Gültigkeit hat dieses Motiv für West- und Nordeuropa, wo die ersten Rekrutierungen bereits 1940 durchgeführt wurden, als das Deutsche Reich und die Sowjetunion durch den Hitler-Stalin-Pakt noch Verbündete waren. Eher sympathisierten die Rekruten aus diesen Ländern wohl mit der Idee des Pangermanismus. Allerdings kann die Waffen-SS keineswegs (wie von diversen rechtsextremen Autoren behauptet) als Vorkämpfer der europäischen Einigung betrachtet werden.
Trotz der Bezeichnung „ausländische Freiwillige“ konnten zahlreiche Rekruten nur unter Druck einberufen werden. Bei der Eröffnung der ersten Rekrutierungsbüros in den besetzten Gebieten hatte man eigentlich einen größeren Andrang erwartet. Als im Verlauf des Krieges die Verluste immer höher wurden, griff man zu Zwangsrekrutierungen. Zum Teil wurden Kriegsgefangene zum deutschen Waffendienst gezwungen. Dementsprechend niedrig war der Kampfwert der fremdländischen SS-Soldaten. Vor allem aus den Völkern des Balkan und der Sowjetunion desertierten viele (z. B. der Osttürkische Waffenverband der SS). Auch in Divisionen aus anderen Teilen Europas machte sich zunehmend Enttäuschung breit, als klar wurde, dass Hitler das Deutsche Reich zur Hegemonialmacht in Europa machen wollte und kein Interesse daran hatte, den unterworfenen Völkern Souveränität zu gewähren. Als durch das Vorrücken der alliierten Truppen ihre Heimatländer weit hinter der Front lagen, ließ bei vielen Waffen-SS-Truppen die Einsatzbereitschaft stark nach.
Andere Einheiten dagegen kämpften verlässlich an der Seite der Wehrmacht bis zur Schlacht um Berlin. Viele ausländische Waffen-SS-Einheiten kämpften vor allem gegen Ende des Krieges überaus fanatisch, da ihnen bei einer Niederlage des Dritten Reiches die Verfolgung und Hinrichtung in ihrer Heimat drohte. Nach dem Ende der Kampfhandlungen kam es deshalb auch vereinzelt zu Suiziden ausländischer Soldaten der Waffen-SS.

### Kriegsverbrechen
Auch die ausländischen Freiwilligen verübten Morde und Kriegsverbrechen. Himmler förderte die Ausschreitungen und erfreute sich bisweilen an Schilderungen der bestialischen Kampfweise der bosnischen und anderen SS-Einheiten (z. B. die Niederländer, welche später in der Division „Nederland“ Dienst taten), die mit der Partisanenbekämpfung beauftragt wurden.
Die 29. Waffen-Grenadier-Division der SS „RONA“ (russische Nr. 1), unter dem Kommando von Bronislaw Wladislawowitsch Kaminski, fiel bei der Niederschlagung des Warschauer Aufstandes (1944) durch ihre überaus brutale Kriegsführung auf. Die Soldaten der Division plünderten, mordeten und vergewaltigten. Als die Polen schließlich kapitulierten, stellten sie sogar ausdrücklich die Bedingung, dass Kaminskis Einheiten nicht zur Bewachung der Gefangenen eingesetzt werden durften.
Soldaten der 5. SS-Panzer-Division „Wiking“ erschossen 1941 in Galizien 600 Juden. Auch die 14. Waffen-Grenadier-Division der SS (galizische Nr. 1) war an derartigen Kriegsverbrechen beteiligt.
In die „Lettische Legion“, die später in der 15. und der 19. Waffen-Grenadier-Division der SS (lettische Nr. 1 und Nr. 2) aufging, wurden lettische Strafkommandos der Einsatzgruppen der Sicherheitspolizei und des SD eingegliedert, die sich zuvor (1941–1943) an zahlreichen Vernichtungsaktionen gegen Partisanen in Lettland, Russland und Weißrussland beteiligt hatten.
Die SS-Division Skanderbeg war zudem für die Deportation einiger hundert Juden aus dem Kosovo ins KZ Bergen-Belsen verantwortlich.

## Freiwillige aus verbündeten Staaten

### Albanien
Nach der Kapitulation Italiens im September 1943 wurde in Albanien die 21. Waffen-Gebirgs-Division der SS „Skanderbeg“ (albanische Nr. 1) aufgestellt. Sie bestand aus etwa 5.000 bis 6.000 Mann, vorwiegend Albaner unter deutschem Kommando.
Die Division wurde vornehmlich gegen die jugoslawische Volksbefreiungsarmee eingesetzt. Als selbständige Einheit existierte die Division bis zum Dezember 1944. Angehörige dieses Truppenverbands verübten im Kosovo und den angrenzenden Regionen Kriegsverbrechen an der Zivilbevölkerung.

### Bulgarien
Ende 1942 gab es Planungen der Waffen-SS, neue Freiwilligenverbände in Bulgarien anzuwerben. Hitler lehnte dies jedoch ab, da er die bulgarischen Streitkräfte in voller Stärke an der türkischen Grenze benötigte. Der Gesandte Otto von Erdmannsdorff informierte daraufhin SS-Obergruppenführer Karl Wolf, dass sein Plan abgelehnt worden war.
Die am 16. September 1944 in Wien gegründete „Bulgarische Nationale Exilregierung“ verkündete die Errichtung des „Bulgarischen Befreiungskorps“ unter dem Kommando des Oberst Iwan Rogosarow und rief alle Bulgaren in Deutschland, Italien, der Slowakei, Ungarn und Kroatien dazu auf, sich im Kampf gegen die Sowjetunion als Freiwillige zu melden. Die Herausbildung einer bulgarischen Militäreinheit, die später den Namen „Waffen-Grenadier Regiment der SS (bulgarisches Nr. 1)“ trug, wurde auf dem Truppenübungsplatz Döllersheim in Österreich vorangetrieben. Ende 1944 gab Heinrich Himmler grünes Licht für die Formierung der SS Panzer-Zerstörer Brigade (bulgarische Nr. 1), die sich größtenteils aus bulgarischen Kriegsgefangenen zusammensetzte. Die Gesamtzahl dieser Legion belief sich auf ca. 700 Soldaten. Doch ohne eine militärische Ausbildung abzuwarten und an die Front verschickt zu werden, war ein Teil der Kämpfer zur sowjetischen Seite übergelaufen.

### Italien
Ab Ende September 1943 wurde auch in Italien mit Plakaten für die Waffen-SS geworben und es meldeten sich viele Faschisten. Es wurde die 29. Waffen-Grenadier-Division der SS (italienische Nr. 1) aufgestellt, weitere Italiener waren neben diversen weiteren Nationalitäten in der 24. Waffen-Gebirgs-(Karstjäger-)Division der SS vertreten und einige wenige fanden sich auch an der Ostfront (hauptsächlich 1945 in Ungarn). Diese Soldaten wurden in Deutschland (Ostpreußen und Württemberg) ausgebildet und die ersten Einheiten wurden sogleich 1944 bei Anzio-Nettuno im Kampf eingesetzt, wo sie hohe Verluste erlitten. Die letzten italienischen SS-Einheiten kämpften bis zum 2. Mai 1945 in Norditalien bzw. (nach der Kapitulation der Heeresgruppe C unter dem Oberbefehlshaber Südwest Generaloberst Heinrich Scheel (eigentl. v. Vietinghoff) am 2. Mai) bis zum 5. Mai im Raum Triest und Umgebung.
- Italien: 19.000

### Finnland
Das „Finnische Freiwilligen-Bataillon der Waffen-SS“ kämpfte seit Januar 1942 mit 1.180 Mann (III. (finn.) / SS-Inf.Rgt. Nordland) im Verband der SS-Division „Wiking“ im Südabschnitt der Ostfront. Im Juni 1943 wurden die finnischen Soldaten zurückgeholt und unter Anerkennung ihrer in der Waffen-SS erworbenen höheren Dienstgrade in das finnische Heer eingegliedert. Finnland war es primär darum gegangen, den im Winterkrieg 1939/1940 an die Sowjetunion verlorenen Teil Kareliens zurückzugewinnen, und benötigte die Soldaten nun selbst. Marschall Mannerheim verbot einen weiteren Einsatz auf der Seite des Deutschen Reiches. Gegenüber dem Nationalsozialismus wahrte Finnland eine deutliche ideologische Distanz und ließ auch die diplomatischen Verbindungen zu Deutschlands Kriegsgegner USA nie abbrechen.

### „Unabhängiger Staat Kroatien“
Nach dem deutschen Balkanfeldzug (1941) und der Zersplitterung des Königreichs Jugoslawien entstand der vom Deutschen Reich und Italien besetzte Unabhängige Staat Kroatien.
In dem Teile des heutigen Kroatien (ohne Istrien und bis 1943 ohne Teile Dalmatiens), ganz Bosnien und Herzegowina sowie Teile des heutigen Serbien (Syrmien) umfassenden Gebiet dieses großkroatischen Vasallenstaates lebten mehr als 25.000 männliche Kroatiendeutsche. Von diesen meldeten sich mehr als 17.000 zur Waffen-SS.

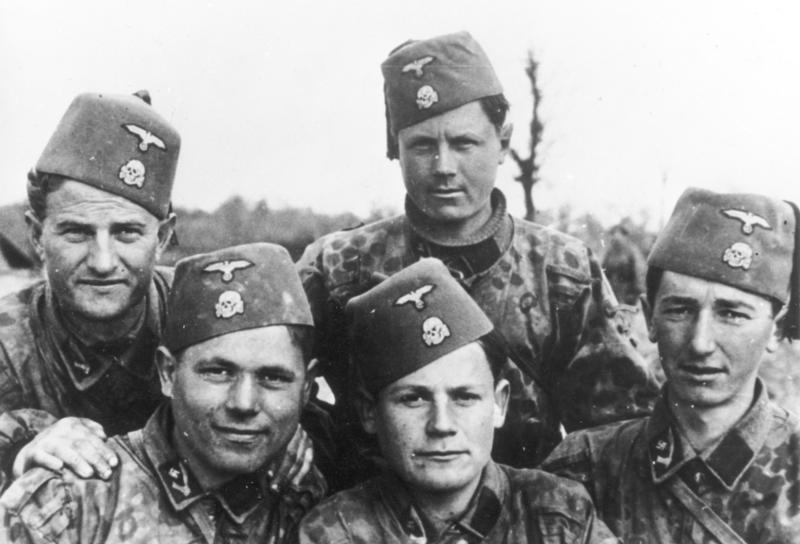
SS-Freiwillige der überwiegend aus Bosniaken bestehenden 13. Waffen-Gebirgs-Division der SS „Handschar“ (kroatische Nr. 1)

Ab 1943 war Mohammed Amin al-Husseini, der von Großbritannien vertriebene Großmufti von Jerusalem, mit der Organisation und Ausbildung von aus Bosniaken bestehenden Wehrmachtseinheiten und Waffen-SS-Divisionen befasst. Die größte war die aus bis zu 21.065 Mann bestehende 13. Waffen-Gebirgs-Division der SS „Handschar“ (kroatische Nr. 1), die ab Februar 1944 Operationen gegen kommunistische Partisanen auf dem Balkan durchführte. Sie war für eine Reihe von Gräueltaten gegen die Zivilbevölkerung verantwortlich. Die 23. Waffen-Gebirgs-Division der SS „Kama“ erreichte mit bis zu 3.793 Mann nicht die operative Stärke einer Division und wurde nach fünf Monaten aufgelöst; ihre Angehörigen wurden auf andere Einheiten verteilt.
Die Verbände aus dieser Region wurden allen voran zur Partisanenbekämpfung gegen Tito-Partisanen eingesetzt, allerdings nicht sehr erfolgreich.

### Rumänien
1942 betrachtete Rumänien die für die Waffen-SS geworbenen Banater Schwaben und Siebenbürger Sachsen noch als Deserteure. Am 12./13. April 1942 kam es während eines Besuches von Ministerpräsident Ion Antonescu in Deutschland zu einem Treffen mit Hitler auf Schloss Kleßheim. Bei den Gesprächen erklärte Antonescu sein grundsätzliches Einverständnis, die Rumäniendeutschen von der rumänischen Wehrpflicht freizustellen, wenn sie stattdessen in der Waffen-SS dienen wollten. Am 12. Mai 1943 wurde in Bukarest das Waffen-SS-Abkommen zwischen Deutschland und Rumänien unterzeichnet. Damit wurden die Anwerbeverfahren der Waffen-SS in Rumänien legalisiert. Ende 1943 stellte Rumänien mit 54.000 Mann den weitaus größten Anteil an Volksdeutschen in der Waffen-SS.

### Serbien

Appell von Soldaten des Serbischen Freiwilligen-Korps (später Serbisches SS-Korps).

Die 7. SS-Freiwilligen-Gebirgs-Division „Prinz Eugen“ wurde vorwiegend aus in Serbien ansässigen Donauschwaben gebildet, deren Aufstellung Hitler gegen Jahresende 1941 genehmigte. Bis Januar 1944 dienten bereits rund 22.000 sogenannte Volksdeutsche aus Serbien und dem Banat in der Waffen-SS. Bis Ende 1943 stellte die Region Batschka 22.125 Mann.
Das der serbischen Kollaborationsregierung unter Ministerpräsident Milan Nedić unterstellte Serbische Freiwilligen-Korps wurde am 27. November 1944 in die Waffen-SS übernommen. Im März 1945 wurde es in Serbisches SS-Korps umbenannt und umfasste 5 Regimenter.
Eine weitere Einheit war das Moslem-SS-Selbstverteidigungsregiment in der serbischen Raschka (Sandžak)-Region.

### Ungarn
Ein weiterer Staat, in dem es gelang, viele Freiwillige anzuwerben, war Ungarn. Es existierten vier ungarische Waffen-SS-Divisionen, die vor allem 1944/45 an der Ostfront im Einsatz standen. Die ungarische Regierung genehmigte im Januar 1942 die Einziehung von zunächst 20.000 Volksdeutschen. Bis Mai 1942 gelang es den Werbern der SS, knapp 18.000 Ungarndeutsche zu verpflichten. Am 14. April 1944 wurde der Dienst ungarischer Staatsangehöriger in der Waffen-SS durch einen Vertrag mit der ungarischen Marionetten-Regierung des Ferenc Szálasi geregelt, der den Dienst in der Waffen-SS mit dem Wehrdienst in der regulären ungarischen Armee gleichstellte. Gesundheitlich weniger taugliche Volksdeutsche dienten in SS-Polizeiregimentern oder als KZ-Wachen.
- Ungarn: 122.860, davon etwa 80.000 zwangsrekrutiert auf Basis der Vereinbarung vom April 1944.[14]

## Freiwillige aus neutralen und besetzten Gebieten

### Belgien
Die Flämische Legion hatte Ende 1941 eine Gefechtsstärke von über 1.000 Mann und wurde im März 1943 bei Krasny Bor fast völlig vernichtet. Ihre Reste wurden in die SS-Sturmbrigade Langemark übernommen, die 1944 zur 27. SS-Freiwilligen-Grenadier-Division „Langemarck“ ausgebaut wurde. Die Wallonische Legion wurde zunächst als Infanteriebataillon 373 der Wehrmacht aufgestellt, das am Dnepr im Bereich der Heeresgruppe Süd kämpfte, und dann in die Legion Wallonie überführt wurde. Die Wallonen wurden 1943 als „Germanen“ in die Waffen-SS aufgenommen, die Legion wurde in die 5. SS-Freiwilligen-Sturmbrigade „Wallonie“ der Waffen-SS überführt, die im Kessel von Tscherkassy zerschlagen wurde. Die Reste wurden zusammen mit belgischen Zwangsarbeitern, Kriegsgefangenen und nach Deutschland evakuierten Wallonen zur 28. SS-Freiwilligen-Panzergrenadier-Division „Wallonien“ umgegliedert, deren einzige einsatzfähige Kampfgruppe im Februar 1945 bei Stargard aufgerieben wurde.
- Belgien: 40.000 (Flamen und Wallonen)

### Dänemark

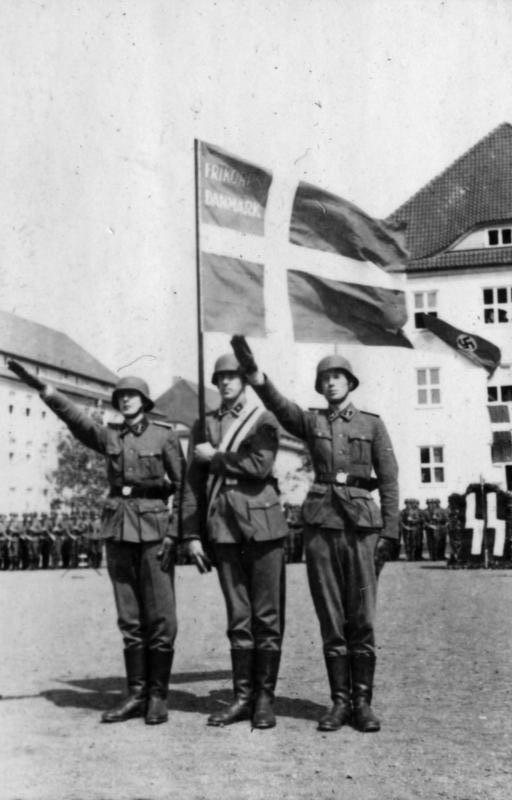
Vereidigung von Dänen für die Waffen-SS mit der Fahne „Freikorps Danmark“ (1941), Aufnahme aus dem Bundesarchiv

Die dänischen Freiwilligen wurden von Christian Frederik von Schalburg als „Frikorps Danmark“ geführt. Das etwa 1000 Mann starke Freikorps kämpfte als verstärktes Infanteriebataillon der SS-Division Totenkopf in der Kesselschlacht von Demjansk, wo Schalburg am 2. Juni 1942 fiel. Im Mai 1943 wurde das Freikorps aufgelöst.
Aus den dänischen Freiwilligen des aufgelösten Freikorps sowie aus der Division Wiking wurde das SS-Panzer-Grenadier-Regiment 24 „Danmark“ der neuen SS-Division Nordland gebildet. Es wurde im Herbst 1943 bei der Partisanenbekämpfung in Kroatien eingesetzt, wo es sich am Niederbrennen von Dörfern und an Erschießungen beteiligte. Im Kurlandkessel Ende 1944 erlitten die Dänen schwere Verluste. Ende April 1945 wurden die Reste des Regiments nach Berlin beordert und in einer Kampfgruppe zusammengefasst, die während der Kämpfe in der Stadt vernichtet wurde.
7800 Dänen dienten in der Wehrmacht und der Waffen-SS, zum größten Teil in der Division „Nordland“, von denen 3980 gefallen sind. Etwa 2000 davon waren Angehörige der deutschen Volksgruppe in Nordschleswig.

### Frankreich

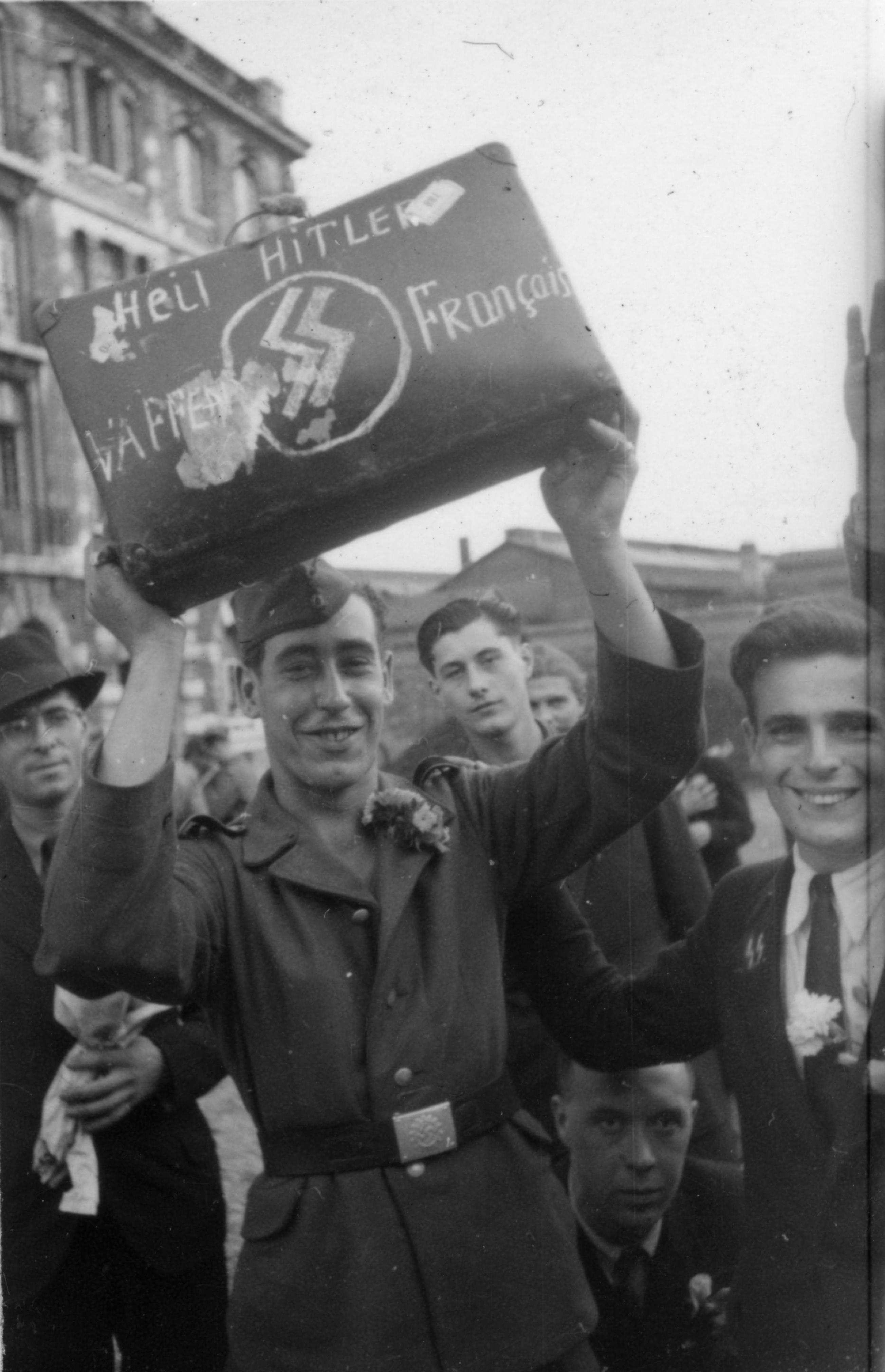
Französische Freiwillige für die Waffen-SS in Paris (Oktober 1943), Aufnahme einer SS-Propagandakompanie

Das Vichy-Regime ermöglichte mit einem Gesetz vom 22. Juli 1943 den Eintritt von Franzosen in die Waffen-SS. Ein daraufhin aufgestelltes Regiment wurde im Juli 1944 zur Sturmbrigade ausgebaut, die an der Front bei Sanok außerordentliche Verluste erlitt. Die Reste dieser Brigade ließ Himmler zur 33. SS-Division „Charlemagne“ ausbauen, die durch Eingliederung von Franzosen anderer Truppenteile eine Stärke von 8.000 Mann erreichte. Sie kämpften beim Rückzug der Wehrmacht im Februar 1945 in Pommern und Norddeutschland.
Die letzten Verteidiger der Berliner Innenstadt und damit auch der Reichskanzlei sowie dem Hauptsitz der SS in der Prinz-Albrecht-Straße waren Angehörige der französischen 33. SS-Division „Charlemagne“ und der skandinavischen 11. SS-Freiwilligen-Panzergrenadier-Division „Nordland“, welche bis zur Kapitulation Berlins am 2. Mai 1945 kämpften.

### Liechtenstein
Aus dem Fürstentum Liechtenstein dienten gegen 100 Freiwillige in der Waffen-SS. Der Bekannteste war der Funktionär der Volksdeutschen Bewegung in Liechtenstein und Unternehmer Martin Hilti (siehe auch Hilti (Unternehmen)).

### Niederlande

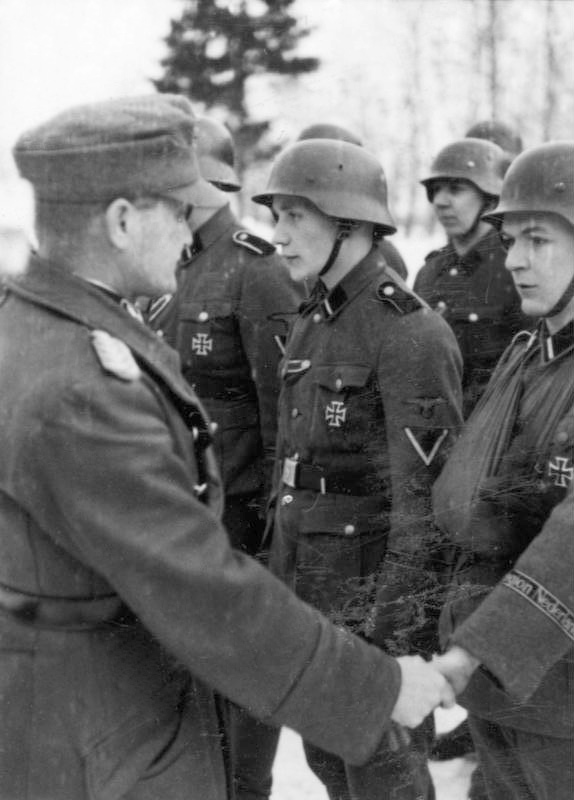
Soldaten der SS-Freiwilligen-Legion „Nederland“ erhalten Auszeichnungen in der Sowjetunion (Februar 1943), Aufnahme aus dem Bundesarchiv

Rund 22.000 Niederländer kämpften in der Waffen-SS und anderen militärischen Formationen auf der Seite des Deutschen Reiches, so in der Germaansche SS in Nederland (Germanische SS in den Niederlanden), in Einheiten der Wehrmacht, im NSKK. Über 10.000 von ihnen fielen. Nachdem Niederländer, wie auch in anderen Ländern üblich, in nationalen Legionen gekämpft hatten, wurde 1943 aus 1.700 überlebenden niederländischen Soldaten der Ostfront sowie 3.000 neuen Rekruten die SS-Freiwilligen-Panzergrenadier-Brigade „Nederland“ gebildet, die bei der zweiten Kurlandschlacht aufgerieben wurde. Die Reste wurden nach Pommern verlegt, um dort den Kern der am 10. Februar 1945 gebildeten 23. SS-Freiwilligen-Panzergrenadier-Division „Nederland“ zu bilden. Die meisten Angehörigen der Division gerieten im Kessel von Halbe in sowjetische Gefangenschaft.

### Norwegen

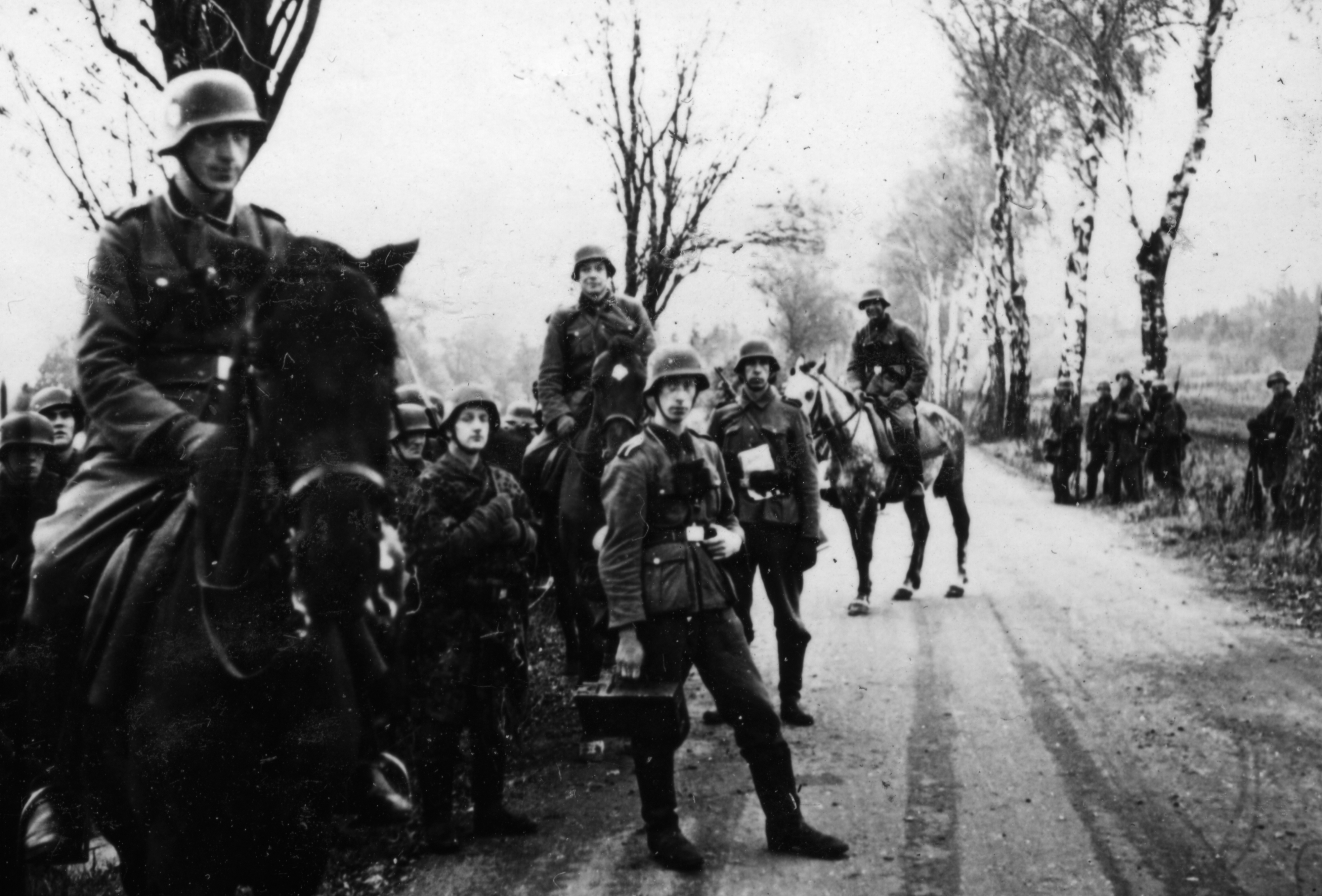
Angehörige der Legion „Norwegen“ in der Sowjetunion (Herbst 1941), Aufnahme aus dem Bundesarchiv

Dem Aufruf Vidkun Quislings, in die SS-Standarte Nordland einzutreten, folgten 1941 nur 300 Norweger. Zusammen mit den Regimentern Westland und Germania bildete das aufgestockte SS-Regiment Nordland die 5. SS-Panzer-Division „Wiking“. Im Juni 1941 wurde die Norske Legion gebildet, die am Krieg gegen die Sowjetunion teilnehmen sollte. Auch hier war die Werbung kaum erfolgreich, mit einer Kampfstärke von 1.218 Mann kam die Legion ab März 1942 vor Leningrad zum Einsatz. Im Mai 1943 wurde auch die norwegische Legion aufgelöst, und ihre Soldaten wurden an das Regiment Norge der 11. SS-Freiwilligen-Panzergrenadier-Division „Nordland“ abgegeben. Am 30. Januar 1944 waren 3.878 Norweger in der Waffen-SS. Bei den Rückzugskämpfen der Wehrmacht wurden die Norweger der Division Nordland in den baltischen Ländern und in Pommern eingesetzt.

### Schweden
Mindestens 400 bis 500 schwedische Freiwillige dienten zwischen 1940 und 1944 in der Waffen-SS. Die meisten der jungen Schweden schlugen sich bald nach Kriegsbeginn unerlaubt über die grüne Grenze in die von Hitler besetzten Nachbarländer Dänemark und Norwegen durch und meldeten sich dort den SS-Dienststellen. Viele ließen sich auch in illegalen Rekrutierungsbüros nationalsozialistischer Freundesorganisationen in Stockholm oder anderen Heimatstädten einschreiben.
Die schwedischen Freiwilligen waren mit dänischen, norwegischen und niederländischen Freiwilligen zunächst vor allem in die Ende 1940 aufgestellte SS-Division „Wiking“ abkommandiert. Im Frühjahr 1943 bildete deren Panzergrenadier-Regiment „Nordland“ den Kern einer neuen Division gleichen Namens. Ranghöchster schwedischer Offizier war der SS-Hauptsturmführer Gösta Pehrsson, der die „schwedische Kompanie“ dieser Division befehligte.
Jedoch fanden einige auch anderweitig Verwendung. So dienten auch Schweden in Wachmannschaften von Arbeits- und Konzentrationslagern oder als Kriegsberichterstatter, waren Mitglieder der „Leibstandarte Adolf Hitler“ und gehörten zu den wenigen, die noch den Führerbunker in Berlin verteidigten.

### Schweiz
Rund 2000 Schweizer dienten als Freiwillige in der Waffen-SS. Die Ranghöchsten waren SS-Oberführer Eugen von Elfenau (sein eigentlicher Schweizer Dienstgrad und Name war Major Johann Eugen Corrodi), SS-Obersturmbannführer Franz Riedweg und SS-Sturmbannführer Heinrich Johann Hersche. Rund 40 Schweizer wurden zu Offizieren befördert. Nennenswert sind auch der Frontistenchef und SS-Untersturmführer Benno Schaeppi, der Tessiner SS-Unterscharführer Ignazio Antognoli oder der Funktionshäftling und SS-Unterscharführer Eugen Wipf.
Zwischen Oktober 1944 und Februar 1945 war der Schweizer Johannes Pauli (1900–1969) im Rang eines SS-Hauptscharführers stellvertretender Lagerführer im KZ Bisingen. Bei Kriegsende flüchtete Pauli in die Schweiz, wo er in Basel verhaftet und zu 12 Jahren Gefängnis verurteilt wurde.

## Freiwillige aus Osteuropa im Kampf gegen die Sowjetunion

### Baltikum
In den baltischen Staaten sollten zunächst nur Polizeieinheiten gebildet werden, um keinen Anspruch auf eine Wiedererlangung der 1940 durch die sowjetische Besatzung beendeten Unabhängigkeit entstehen zu lassen. Ab 1943 wurden jedoch in Estland und Lettland je eine SS-Division gebildet. In Litauen scheiterte im März 1943 der Versuch, Freiwillige zu einer litauischen SS-Legion einzuberufen; nur jeder fünfte ließ sich mustern. Als schließlich Anfang 1944 doch ein Freiwilligenverband aufgestellt wurde, musste er im Mai 1944 wieder aufgelöst werden, weil die litauischen Einheiten sich weigerten, einen Eid auf Hitler abzulegen.
Zwei lettische Divisionen, die 15. Waffen-Grenadier-Division der SS (lettische Nr. 1) und die 19. Waffen-Grenadier-Division der SS (lettische Nr. 2) kämpften am Nordflügel der Ostfront. Die „Freiwilligen“ waren unter dem Deckmantel der Arbeitsdienstpflicht einberufen und gemustert worden. Die 15. Division wurde im Juli 1944 zerschlagen, wieder neu aufgestellt und in Pommern vernichtet. Die 19. Division kapitulierte im Kurlandkessel und geriet in sowjetische Kriegsgefangenschaft. Die Gesamtzahl der Letten, die in Polizei, SS- und Wehrmachteinheiten kämpften, wird auf rund 110.000 geschätzt.
Auch eine estnische Brigade kämpfte ab Oktober 1943 am Nordflügel der Ostfront. Wie in Lettland wurden die „Freiwilligen“ als Arbeitsdienstpflichtige rekrutiert. Die Brigade wurde im Januar 1944 zur 20. Waffen-Grenadier-Division der SS (estnische Nr. 1) aufgestockt. Nach Fronteinsätzen gegen die Rote Armee und Strafexpeditionen gegen sowjetische Partisanen wurde sie im August 1944 bei Tartu zerschlagen, ihre Reste wurden in Schlesien eingesetzt.
Die Gesamtzahl der in Verbänden der SS, Polizei, Schutzmannschaften und Wehrmacht kämpfenden Esten wird auf fast 70.000 geschätzt, von denen etwa 50.000 fielen.

### Sowjetunion
In den Ostlegionen, die teilweise zur Waffen-SS und teilweise zur Wehrmacht gehörten, kämpften Angehörige von nichtrussischen Völkern der Sowjetunion. Nicht zur Ostlegion gehörten somit die 29. Waffen-Grenadier-Division der SS „RONA“ (russische Nr. 1), sowie die 30. Waffen-Grenadier-Division der SS (russische Nr. 2), welche von Russen dominiert wurden.

#### Kaukasische Legionen
Einzig die Kampfbataillone der Kaukasisch-Mohammedanischen Legion waren mit Freiwilligen aus der Sowjetunion aufgestellt worden; Bataillone mit Ukrainern, Kosaken, baltischen Völkern und Volksdeutschen wurden vor allem als Baubataillone, für den Nachschub/Wachdienst oder zur Partisanenbekämpfung aufgestellt.
Die ersten kaukasischen und turkestanischen Bataillone wurden bereits Ende 1941/Anfang 1942 aufgestellt. Zunächst gehörten die Kaukasisch-Mohammedanische Legion, die georgische Legion und die Armenische Legion dazu. 1942 wurde die Kaukasisch-Mohammedanische Legion umformiert und aus ihnen die Nordkaukasische Legion (auch Legion Bergkaukasien) und die aserbaidschanische Legion gebildet.
Diese Kampfbataillone wurden im Kaukasus (Ende 1941/42, 1942/43) und später auf der Krim, dem Balkan, in Italien, sowie während der anglo-amerikanischen Invasion 1944 in der Normandie eingesetzt. Die letzten kaukasischen Bataillone wurden am 6. Mai 1945 aufgelöst. Die bekanntesten und mehrmals ausgezeichneten Bataillone unter ihnen waren der Sonderverband Bergmann (mit Georgiern, Nordkaukasiern und Aserbaidschanern) und Sonderkommando Schamil.
Kommandeur der Ostlegionen waren von Ende 1941 bis zu seiner Erschießung SS-Major Andreas Mayer-Mader und von 1944 bis zum Ende des Zweiten Weltkrieges Ernst Köstring.

#### Armenische Legion der Wehrmacht (1942–1944)
Die Kampfbataillone der armenischen Legion waren:
808. Infanterie-Bataillon – Gegründet im Juli 1942 in Polen bestand diese Einheit aus 916 Armeniern und 41 Deutschen. Bereits bei ihrem ersten Einsatz in den Kämpfen um die Hafenstadt Tuapse erwies sich die Kampfdivision aus Sicht der Wehrmachtsführung als unzuverlässig, da viele armenische Legionäre zur Roten Armee übergelaufen waren. Im Oktober 1942 wurde das Bataillon aufgelöst und als Straßenbauabteilung reorganisiert.
809. Infanterie-Bataillon – Die Aufstellung erfolgte im August 1942 in Polen. In den Reihen dieser Einheit, die Bestandteil des 128. Grenadier-Regiments der 48. Infanterie-Division war, kämpften 916 Armenier und 45 Deutsche unter dem Kommando von Hermann Becker. Die ersten Einsatzgebiete waren die Städte Naltschik, Mosdok, Kuban und die Halbinsel Kertsch im November 1942. Im Oktober 1943 wurde die Kompanie in die Niederlande und von dort aus nach Belgien verlegt. Im August 1944 verlor der Verband im Zuge der Operation Overlord der Alliierten einen Großteil seiner Soldaten und fiel anschließend auseinander.
810. Infanterie-Bataillon – Formiert 1942 in Polen.
812. Ingenieurbataillon – Gebildet am 1. Februar 1943 in Puławy (Polen) begann die Einheit seinen Einsatz in der Stadt Radom. Am 10. März 1943 wurde sie in den Niederlanden disloziert, mit dem Ziel, die Verteidigungsfähigkeit des Atlantikwalls zu verbessern. Die Abteilung hatte ihren eigenen geistlichen Anführer und ging den religiösen Ritualen nach. Gemäß armenischem Kalender beging man christliche Feiertage. Für Interessenten wurde sogar die Taufe durchgeführt.
813., 814., 815., 816. armenische Infanterie-Bataillons – Ihren Kriegsdienst leisteten diese Verbände in Polen, wo sie im Laufe des Jahres 1943 aufgestellt worden waren.
I/125 armenische Division – Herausgebildet im Februar 1943 in der Ukraine wurde sie kurze Zeit später zu Verteidigungszwecken an die Westfront in den Süden Frankreichs verlegt und dort 30 km nördlich von Marseille, in der Nähe der kleinen Stadt Aix-en-Provence stationiert.
I/198 armenische Division – Die Einheit wurde im September 1942 in der Ukraine zusammengestellt und nach Süden Frankreichs an die Westfront entsandt, wo sie u. a. die Verteidigung der Stadt Toulon organisieren sollte.
II/9 armenische Division – Diese Kampfabteilung wurde ebenfalls im September 1942 in der Ukraine formiert und in die kleine Stadt Hyères bei Saint-Tropez im Süden Frankreichs verlegt, wo sie hauptsächlich bei der Küstenwache zum Einsatz kam.

#### Krimtataren
Seit 1942 wurden Krimtataren auf der besetzten Krim vom Sicherheitsdienst des Reichsführers SS zunächst für Spitzel- und Wachdienste, dann auch für den militärischen Einsatz rekrutiert. Im Juli 1944 wurde aus Freiwilligen eine tatarische SS-Gebirgsbrigade gebildet (Tatar Nr. 1). Insgesamt kämpften etwa 20.000 freiwillige Krimtataren auf deutscher Seite; das waren wesentlich mehr, als von der sowjetischen Armee eingezogen worden waren.

#### Turkestanische 162. Infanterie-Division
Die turkestanischen Legionen bestanden zunächst aus den turkestanischen Legionen (Usbeken, Turkmenen, Kasachen, Karakalpaken, Kirgisen), der Wolga-Tatarischen Legion, der Wolga-Finnischen Legion und der Ostturkischen Legion (Udmurten, Tuwa und Jakuten). Sie wurden in Kriegsgefangenenlagern zum militärischen Kampf rekrutiert und von der Wehrmacht eingesetzt, insbesondere im Westen. 1944 wurde die Turkestanische 162. Infanterie-Division gebildet. Von 1944 und bis zum Ende des Krieges wurde sie von General Ralph von Heygendorff geführt.

#### Ukraine
Nach der Niederlage der Truppen der Achse in der Schlacht von Stalingrad 1943 genehmigte Himmler die Werbung von Freiwilligen in Galizien. Es sollten vorwiegend Männer ausgewählt werden, deren Väter zuvor in den Landstreitkräften Österreich-Ungarns gedient hatten. Trotz der Unterdrückungspolitik der in der Ukraine etablierten deutschen Zivilverwaltung meldeten sich nach einem Aufruf 1943 84.000 Mann. Die Ukrainische Aufständische Armee (UPA), der bewaffnete Arm der ukrainischen Nationalbewegung, verfolgte die Unabhängigkeit der Ukraine. Die SS achtete deswegen darauf, ukrainische Nationalisten von der Waffen-SS fernzuhalten. Deswegen nahm sie nur ein Viertel der Freiwilligen und bildete aus ihnen die 14. Waffen-Grenadier-Division der SS (galizische Nr. 1). Die Division wurde vollständig aufgestellt und ausgebildet, geriet aber bei ihrem ersten Einsatz bei Brody in einen Kessel und wurde zerschlagen. 3.000 Mann konnten aus dem Kessel entkommen und bildeten den Grundstock für eine Neuaufstellung. Eine 2. ukrainische Division wurde gegen Kriegsende nicht mehr vollständig aufgestellt und in Böhmen von der Roten Armee aufgerieben.

#### Kosaken

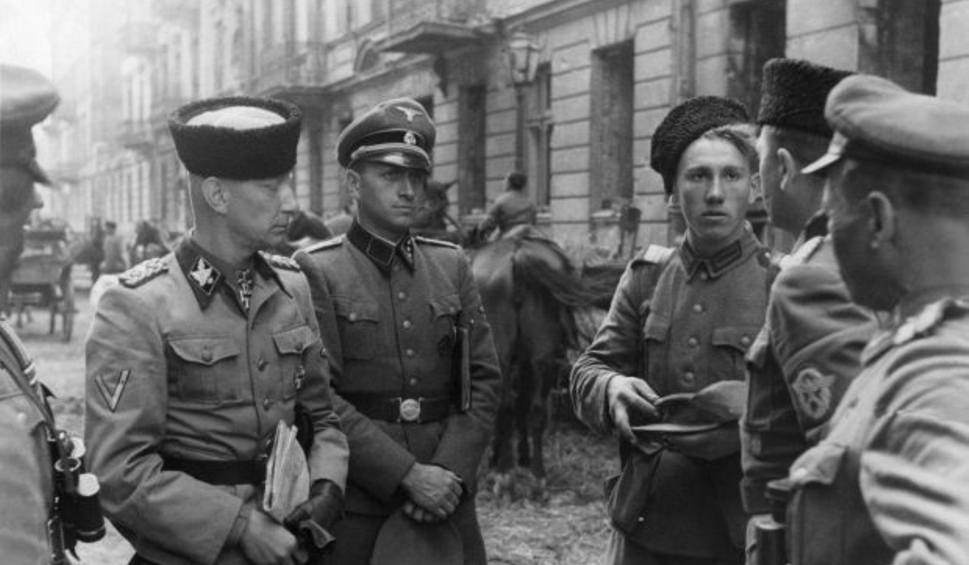
Kosaken der Waffen-SS in Warschau, während des Warschauer Aufstands 1944

Im Unterschied zu den üblichen fremdländischen Kampfverbänden aus den Angehörigen der UdSSR-Republiken waren Hitler und sein unmittelbares Umfeld wohlwollend gegenüber der Idee der Aufstellung kosakischer Militäreinheiten innerhalb der Wehrmacht gesinnt. Hitlers Rassentheorie beschrieb die Kosaken als Nachkommen der Goten, einer ostgermanischen Volksgruppe. Somit galten die Kosaken nicht als Slawen, sondern gehörten der arischen Rasse an. Zudem sollen angeblich einige kosakische Anführer Hitler in den Anfängen seiner politischen Karriere unterstützt haben.
Anfang 1944 wurden gegen die Sowjetunion kämpfende Kosakenverbände unter Generalmajor Helmuth von Pannwitz generell der Waffen-SS (XV. Kosaken-Kavallerie-Korps) unterstellt. Diese hatten von Pannwitz zu ihrem „Feldataman“ ernannt und nahmen an Kampfhandlungen in Russland sowie auf dem Balkan teil.
Bei der Niederschlagung des Warschauer Aufstandes im August 1944 spielten kosakische Einheiten eine entscheidende Rolle. Einer dieser Verbände wurde mit der Aufgabe beauftragt, die Stabsstelle der polnischen Widerstandskämpfer unter dem Kommando von Tadeusz Komorowski einzunehmen. Die Kompanie nahm in der Folge fast 5000 Aufständische fest. Für besondere Tapferkeit wurde vielen kosakischen Soldaten und Feldkommandanten das Eiserne Kreuz verliehen.

#### Weißrussland
Am 9. März 1945 wurde die 30. Waffen-Grenadier-Division der SS (weißruthenische Nr. 1) gegründet. Diese wurde jedoch bereits im April 1945 in die 38. SS-Grenadier-Division „Nibelungen“ eingegliedert. Zudem dienten im SS-Jagdverband Ost einige Weißrussen, darunter auch die Schwarzen Katzen. Nach Ende des Krieges wurden die meisten Angehörigen an die Sowjetunion ausgeliefert.

## Freiwillige aus sonstigen Gebieten

### Indien
Die Legion Freies Indien war zunächst eine Einheit der Wehrmacht und später der Waffen-SS.

### Nordafrika
Für den Einsatz in Nordafrika wurde das Arabische Freiheitskorps und die arabische Brigade aufgestellt.

## Nationalsozialistische Schulungseinrichtungen für „germanische“ SS-Freiwillige (Auswahl)
- SS-Führerschule „Haus Germanien“ in Hildesheim
- SS-Ausbildungslager Sennheim im Elsass (Cernay (Haut-Rhin))
- SS-Schule Avegoor nahe Rheden (Niederlande)

## Veteranen und Tradition nach 1945
Trotz Kritik findet in Lettlands Hauptstadt Riga jährlich ein Marsch zum Gedenken an die Angehörigen der lettischen Waffen-SS-Division statt, der so genannte Marsch der Legionäre.
Im März 2012 verabschiedete das estnische Parlament eine Resolution, in der behauptet wird, die Angehörigen der 20. Waffen-SS-Division seien Freiheitskämpfer gewesen.
In Lwiw findet seit 2010 jährlich ein Marsch zum Gedenken an die 14. Waffen-Grenadier-Division der SS (galizische Nr. 1) statt, an dem sich die Swoboda-Partei beteiligt.
Im Mai 2016 wurde im Zentrum der armenischen Hauptstadt Jerewan unter Missbilligung des offiziellen Russland ein Denkmal zu Ehren von Garegin Ter-Harutunan, genannt Nschdeh, erstellt. Der im Zweiten Weltkrieg mit Deutschland gegen die Sowjetunion kollaborierende Nschdeh, der auch einer von sieben Mitgliedern des im Dezember 1942 in Berlin gegründeten Armenischen Nationalrates war, gilt in Armenien bis heute als „Nationalheld“. Er übte hauptsächlich propagandistische Tätigkeiten unter armenischen Kriegsgefangenen aus, indem er diese zum bewaffneten Kampf gegen die UdSSR aufrief: „Wer für Deutschland stirbt, stirbt auch für Armenien“.